# Hôtel de Rubercy
L'hôtel de Rubercy est un monument situé dans le centre de Bayeux, en France.

## Localisation
Le bâtiment est situé dans le département français du Calvados, dans le centre-ville de Bayeux, au no 5 de la rue Franche, à 200 m au nord de la cathédrale.

## Architecture
La tourelle d'escalier du XVIe siècle est classée au titre des monuments historiques depuis le 2 juillet 1927.

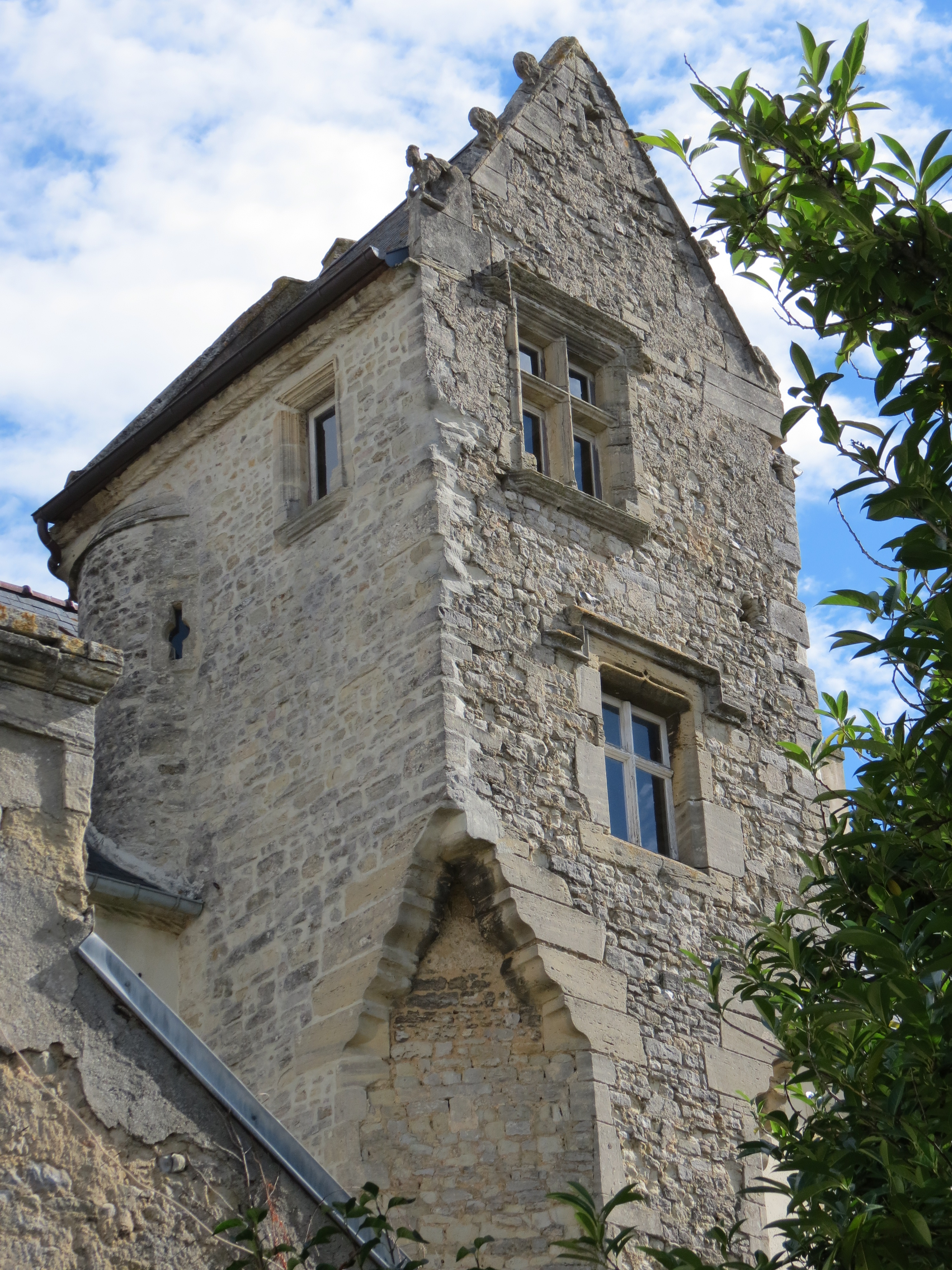
La tourelle.
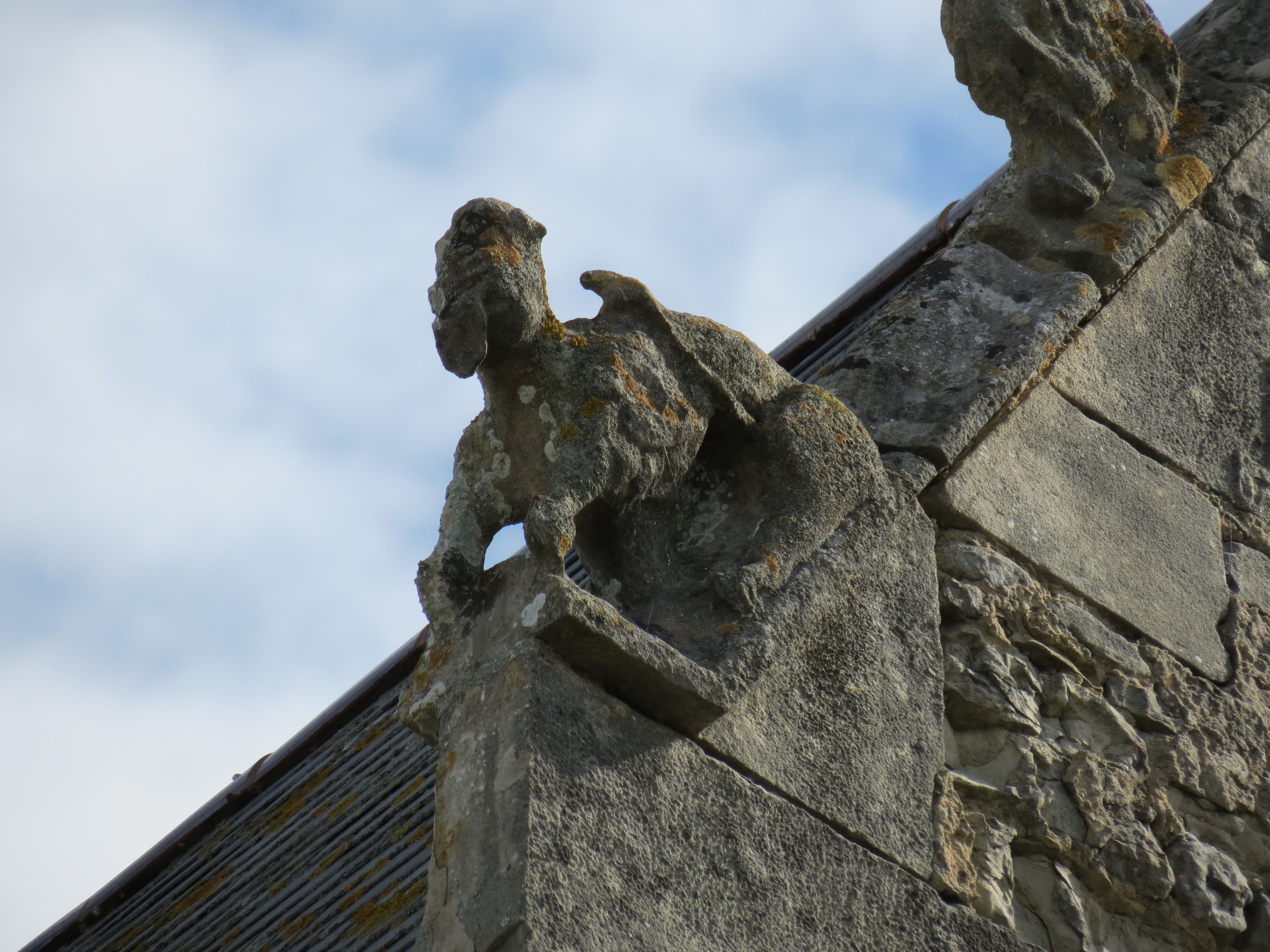
Une chimère sur le toit de la tourelle.
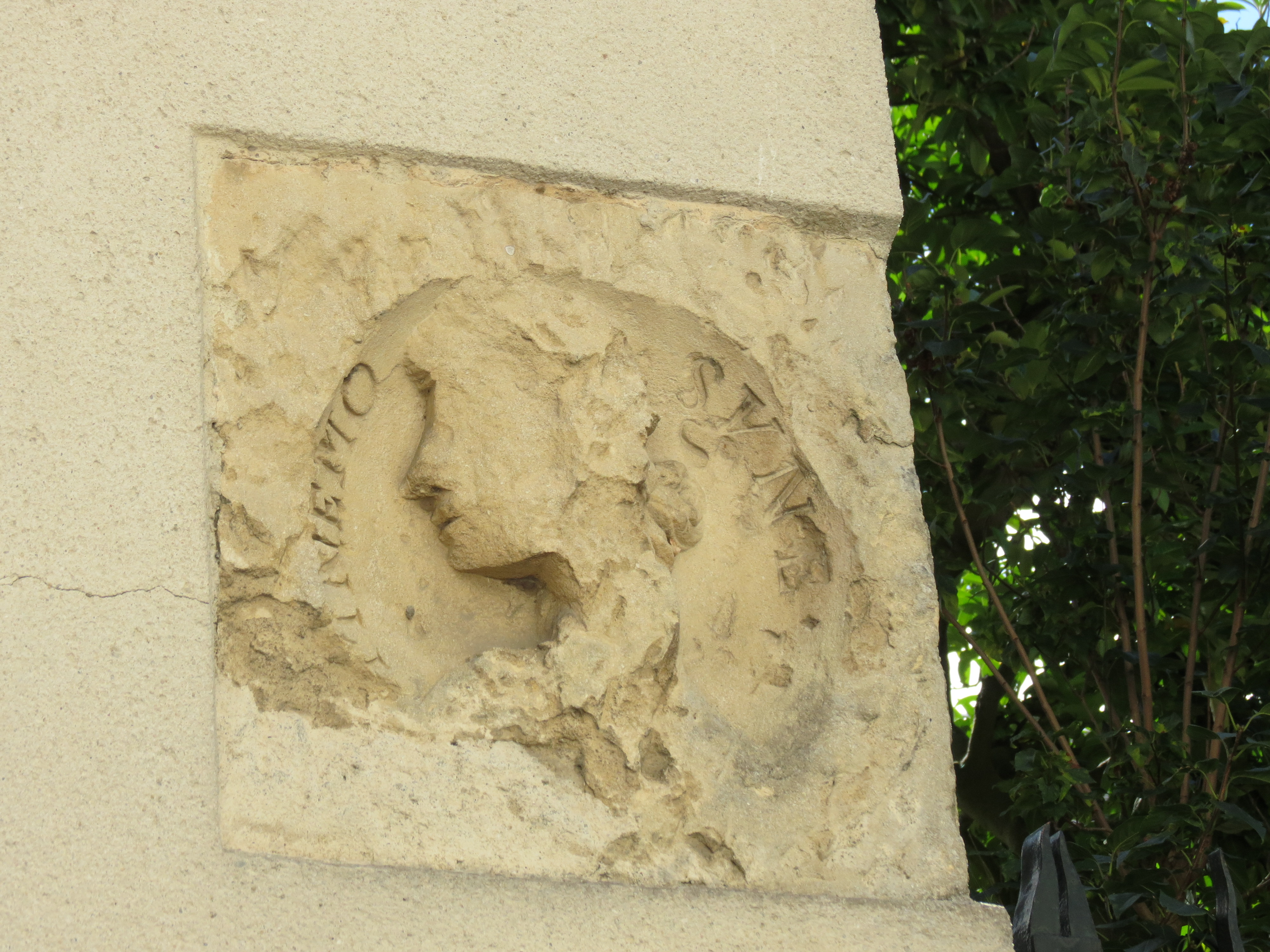
Détail du mur du portail d'entrée.